# Gouvernement Yunus
 Hasina V 
Le gouvernement Yunus est le gouvernement intérimaire du Bangladesh depuis le 8 août 2024.

## Historique

### Formation
Le 5 août 2024, dans le contexte des manifestations de 2024 au Bangladesh, la Première ministre Sheikh Hasina s'enfuit en Inde avec un hélicoptère militaire et démissionne. Alors que la résidence de Hasina est prise d'assaut par les manifestants, le chef de l'armée Waker-uz-Zaman annonce la formation d'un gouvernement avec l'opposition excluant le parti au pouvoir,.
Les représentants des manifestants appellent à nommer l'opposant et prix Nobel de la paix Muhammad Yunus comme Premier ministre. Le 6 août, le président de la République Mohammad Shahabuddin dissout le Parlement et nomme Yunus pour diriger le gouvernement après des discussions avec l'armée et le mouvement. Yunus annonce des élections dans trois mois. Le 8 août, après son retour au pays, Muhammad Yunus prête serment, comme chef du gouvernement intérimaire du Bangladesh. Il forme son gouvernement le jour même.
Les portefeuilles sont attribués le lendemain. Yunus obtient vingt-cinq portefeuilles, auxquels il peut nommer d'autres titulaires. Il dirige ainsi le ministère de la Défense, le ministère de l'Éducation, le ministère des Transports routiers et des Ponts, le ministère de l'Alimentation, le ministère du Logement et des Travaux publics, le ministère de l'Agriculture, le ministère de la Science et de la Technologie, le ministère des Chemins de fer, le ministère de l'Administration publique, le ministère de l'Énergie, le ministère de l'Électricité et des Ressources minérales, le ministère de la Marine marchande, le ministère des Ressources en eau, le ministère des Affaires féminines et infantiles, le ministère des Secours et de la Gestion des catastrophes, le ministère de l'Information et de la Radiodiffusion, le ministère de la Protection des expatriés et de l'Emploi à l'étranger, le ministère du Commerce, le ministère du Travail et de l'Emploi, le ministère des Affaires culturelles, le ministère de l'Aviation civile et du Tourisme, le ministère des Affaires de la guerre de libération, le ministère des Affaires des collines, le ministère de l'Éducation primaire, le ministère des Terres et le ministère des Textiles.
La formation de ce gouvernement n'est cependant pas prévue par la Constitution depuis l'adoption du quinzième amendement en 2011. La Cour suprême considère toutefois le gouvernement comme légal en vertu de l'article 106 de la Constitution.

### Évolution
Le gouvernement est remanié le 16 août, avec l'entrée de quatre nouveaux ministres,.

## Composition

### Initiale (8 août 2024)
- Les nouveaux conseillers sont indiqués en gras, ceux ayant changé d'attributions en italique

| Poste | Titulaire | Titulaire             | Parti |
| --- | --------- | --------------------- | ----- |
| Conseiller principal Ministre de la Défense Ministre de l'Éducation Ministre des Transports routiers et des Ponts Ministre de l'Alimentation Ministre du Logement et des Travaux publics Ministre de l'Agriculture Ministre de la Science et de la Technologie Ministre des Chemins de fer Ministre de l'Administration publique Ministre de l'Électricité et des Ressources minérales Ministre de la Marine marchande Ministre des Ressources en eau Ministre des Affaires féminines et infantiles Ministre des Secours et de la Gestion des catastrophes (jusqu'au 13/08/2024) Ministre de l'Information et de la Radiodiffusion Ministre de la Protection des expatriés et de l'Emploi à l'étranger Ministre du Commerce Ministre du Travail et de l'Emploi Ministre des Affaires culturelles Ministre de l'Aviation civile et du Tourisme Ministre des Affaires de la guerre de libération (jusqu'au 13/08/2024) Ministre des Affaires des collines (jusqu'au 11/08/2024) Ministre de l'Éducation primaire (jusqu'au 11/08/2024) Ministre des Terres Ministre des Textiles |           | Muhammad Yunus        |       |
| Conseiller aux Finances Conseiller au Plan |           | Salehuddin Ahmed (en) |       |
| Conseiller à la Loi, à la Justice et aux Affaires parlementaires |           | Asif Nazrul (en)      |       |
| Conseiller aux Affaires étrangères |           | Md. Touhid Hossain    |       |
| Conseillère à l'Environnement et aux Forêts |           | Rizwana Hasan         |       |
| Conseiller aux Postes et aux Technologies de l'information et de la communication |           | Nahid Islam           |       |
| Conseiller à la Jeunesse et aux Sports |           | Asif Mahmud           |       |
| Conseiller à l'Intérieur |           | M Sakhawat Hossain    |       |
| Conseiller aux Affaires religieuses |           | A F M Khalid Hossain  |       |
| Conseillère à la Santé et à au Bien-être familial |           | Nurjahan Begum        |       |
| Conseiller à l'Industrie |           | Adilur Rahman Khan    |       |
| Conseiller au Gouvernement local, au Développement rural et aux Coopératives |           | A. F. Hassan Ariff    |       |
| Conseillère à la Pêche et aux Vivres |           | Farida Akhter         |       |
| Conseiller à la Sécurité sociale |           | Sharmeen Murshid      |       |
| Conseiller sans portefeuille Conseiller à Chittagong Hill Tracts (11/08/2024) |           | Supradip Chakma       |       |
| Conseiller sans portefeuille Conseiller à l'Éducation primaire (11/08/2024) |           | Bidhan Ranjan Roy     |       |
| Conseiller sans portefeuille Conseiller aux Affaires de la guerre de libération (13/08/2024) Conseiller aux Secours et à la Gestion des catastrophes (13/08/2024) |           | Farooq-e-Azam         |       |

### Remaniement du 16 août 2024
- Les nouveaux conseillers sont indiqués en gras, ceux ayant changé d'attributions en italique

| Poste | Titulaire | Titulaire                  | Parti |
| --- | --------- | -------------------------- | ----- |
| Conseiller principal Ministre de la Défense Ministre de la Science et de la Technologie (jusqu'au 22/08/2024) Ministre de l'Alimentation Ministre de l'Administration publique Ministre de la Marine marchande (jusqu'au 22/08/2024) Ministre des Affaires féminines et infantiles (jusqu'au 22/08/2024) Ministre de l'Aviation civile et du Tourisme |           | Muhammad Yunus             |       |
| Conseiller Assistant spécial du conseiller principal Attaché au Cabinet du conseiller principal |           | Ali Imam Majumder (en)     |       |
| Conseiller aux Finances Conseiller au Commerce Conseiller à la Science et à la Technologie (à partir du 22/08/2024) |           | Salehuddin Ahmed (en)      |       |
| Conseiller à la Loi, à la Justice et aux Affaires parlementaires Conseiller à la Protection des expatriés et à l'Emploi à l'étranger Conseiller aux Affaires culturelles |           | Asif Nazrul (en)           |       |
| Conseiller aux Affaires étrangères |           | Md. Touhid Hossain         |       |
| Conseillère à l'Environnement et aux Forêts Conseiller aux Ressources en eau |           | Rizwana Hasan              |       |
| Conseiller aux Postes et aux Technologies de l'information et de la communication Conseiller à l'Information et à la Radiodiffusion |           | Nahid Islam                |       |
| Conseiller à la Jeunesse et aux Sports Conseiller au Travail et à l'Emploi |           | Asif Mahmud                |       |
| Conseiller à l'Intérieur Conseiller à l'Agriculture |           | Jahangir Alam Chowdhury    |       |
| Conseiller aux Affaires religieuses |           | A F M Khalid Hossain       |       |
| Conseillère à la Santé et à au Bien-être familial |           | Nurjahan Begum             |       |
| Conseiller à l'Industrie Conseiller au Logement et aux Travaux publics |           | Adilur Rahman Khan         |       |
| Conseiller au Gouvernement local, au Développement rural et aux Coopératives Conseiller à la Terre (à partir du 22/08/2024) |           | A. F. Hassan Ariff         |       |
| Conseillère à la Pêche et aux Vivres |           | Farida Akhter              |       |
| Conseillère à la Sécurité sociale Conseillère aux Affaires féminines et infantiles (à partir du 22/08/2024) |           | Sharmeen Murshid           |       |
| Conseiller à Chittagong Hill Tracts |           | Supradip Chakma            |       |
| Conseiller à l'Éducation primaire |           | Bidhan Ranjan Roy          |       |
| Conseiller aux Affaires de la guerre de libération Conseiller aux Secours et à la Gestion des catastrophes |           | Farooq-e-Azam              |       |
| Conseiller à l'Électricité et aux Ressources minérales Conseiller aux Chemins de fer Conseiller aux Transports routiers et aux Ponts |           | Muhammad Fouzul Kabir Khan |       |
| Conseiller à l'Éducation Conseiller au Plan |           | Wahiduddin Mahmud          |       |
| Conseiller au Textile Conseiller à la Pêche (à partir du 22/08/2024) |           | M Sakhawat Hossain         |       |

### Remaniement du 19 novembre 2024
- Les nouveaux conseillers sont indiqués en gras, ceux ayant changé d'attributions en italique

| Poste | Titulaire | Titulaire                  | Parti |
| --- | --------- | -------------------------- | ----- |
| Conseiller principal Ministre de la Défense                                                                                          |           | Muhammad Yunus             |       |
| Conseiller Assistant spécial du conseiller principal Attaché au Cabinet du conseiller principal Conseiller à l'Alimentation          |           | Ali Imam Majumder          |       |
| Conseiller aux Finances Conseiller à la Science et à la Technologie                                                                  |           | Salehuddin Ahmed           |       |
| Conseiller à la Loi, à la Justice et aux Affaires parlementaires Conseiller à la Protection des expatriés et à l'Emploi à l'étranger |           | Asif Nazrul                |       |
| Conseiller aux Affaires culturelles                                                                                                  |           | Mostofa Sarwar Farooki     |       |
| Conseiller aux Affaires étrangères                                                                                                   |           | Md. Touhid Hossain         |       |
| Conseillère à l'Environnement et aux Forêts Conseiller aux Ressources en eau                                                         |           | Rizwana Hasan              |       |
| Conseiller aux Postes et aux Technologies de l'information et de la communication Conseiller à l'Information et à la Radiodiffusion  |           | Nahid Islam                |       |
| Conseiller à la Jeunesse et aux Sports Conseiller au Gouvernement local, au Développement rural et aux Coopératives                  |           | Asif Mahmud                |       |
| Conseiller à l'Intérieur Conseiller à l'Agriculture                                                                                  |           | Jahangir Alam Chowdhury    |       |
| Conseiller aux Affaires religieuses                                                                                                  |           | A F M Khalid Hossain       |       |
| Conseillère à la Santé et à au Bien-être familial                                                                                    |           | Nurjahan Begum             |       |
| Conseiller à l'Industrie Conseiller au Logement et aux Travaux publics                                                               |           | Adilur Rahman Khan         |       |
| Conseiller à la Terre Conseiller à l'Aviation civile et au Tourisme                                                                  |           | A. F. Hassan Ariff         |       |
| Conseillère à la Pêche et aux Vivres                                                                                                 |           | Farida Akhter              |       |
| Conseillère à la Sécurité sociale Conseillère aux Affaires féminines et infantiles                                                   |           | Sharmeen Murshid           |       |
| Conseiller à Chittagong Hill Tracts                                                                                                  |           | Supradip Chakma            |       |
| Conseiller à l'Éducation primaire |           | Bidhan Ranjan Roy          |       |
| Conseiller aux Affaires de la guerre de libération Conseiller aux Secours et à la Gestion des catastrophes                           |           | Farooq-e-Azam              |       |
| Conseiller à l'Électricité et aux Ressources minérales Conseiller aux Chemins de fer Conseiller aux Transports routiers et aux Ponts |           | Muhammad Fouzul Kabir Khan |       |
| Conseiller à l'Éducation Conseiller au Plan                                                                                          |           | Wahiduddin Mahmud          |       |
| Conseiller à la Pêche Conseiller au Travail et à l'Emploi                                                                            |           | M Sakhawat Hossain         |       |
| Conseiller au Textile Conseiller au Commerce                                                                                         |           | Sheikh Bashir Uddin        |       |